# The Dynamiters (film 1911)
The Dynamiters è un cortometraggio muto del 1911. Il nome del regista non viene riportato nei titoli del film.

## Produzione
Il film fu prodotto dall'Independent Moving Pictures Co. of America (IMP).

## Distribuzione
Il film - un cortometraggio di 150 metri - uscì nelle sale il 2 marzo 1911, distribuito dalla Motion Picture Distributors and Sales Company. Nelle proiezioni, veniva programmato con il sistema dello split reel, accorpato in un'unica bobina con un altro cortometraggio prodotto dalla Vitagraph, il documentario Army Manoeuvres in Cuba.